# Turnera subulata
Turnera subulata är en passionsblomsväxtart som beskrevs av J. E. Smith. Turnera subulata ingår i släktet Turnera och familjen passionsblomsväxter. Inga underarter finns listade i Catalogue of Life.

## Bildgalleri

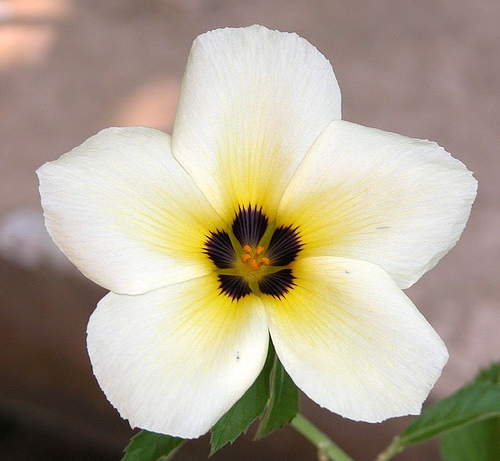